# أناستاسيا فيرامينكا
أناستاسيا فيرامينكا (الروسية: Веремеенко, Анастасия Владимировна) مواليد 10 يوليو 1987 في إستونيا، هي لاعبة كرة سلة بيلاروسية. بدأت مسيرتها الاحترافية في سنة 2004. تلعب مع نادي فنربخشة لكرة السلة للسيدات. وتحمل الرقم 11. يبلغ طولها 6 قدم 4 بوصة (1.9 م). مثلت منتخب بلادها. شاركت في دورة الألعاب الأولمبية الصيفية سنة 2008.

## سجل المنافسة
شاركت في المنافسات التالية:
- الألعاب الأولمبية الصيفية 2008
- الألعاب الأولمبية الصيفية 2016

## روابط خارجية
- أناستاسيا فيرامينكا على موقع الاتحاد الدولي لكرة السلة (الإنجليزية)
- أناستاسيا فيرامينكا على موقع كرة السلة الأوروبية.كوم (الإنجليزية)
- أناستاسيا فيرامينكا على موقع بروبوليرز (الإنجليزية)
- أناستاسيا فيرامينكا على موقع سبورتس رفرنس (الإنجليزية)
- أناستاسيا فيرامينكا على موقع أوليمبيديا (الإنجليزية)